# Socialistisk Ungdom
Socialistisk Ungdom - det fackliga alternativet är ungdomsförbund för Arbetarpartiet. Förbundet bildades år 2010.

## Politik
Socialistisk Ungdom presenterar sig som "ungdomsförbundet för dig som vill ta strid för ungas rättigheter på arbetsmarknaden". Den 29 mars 2014 genomförde Socialistisk Ungdom en blockad mot Café Göteborg i Umeå i protest mot att kaféet erbjöd unga jobbsökande att provjobba gratis, något som innebär ett brott mot kollektivavtalet.

## Likheter med norska Sosialistisk Ungdom
Trots det identiska namnet har Socialistisk Ungdom inget samröre med norska Sosialistisk Ungdom.